# Grevillea sericea
Espèce
Classification phylogénétique
Grevillea sericea est une espèce de plantes à fleurs de la famille des Proteaceae. C'est un buisson du genre Grevillea endémique en Nouvelle-Galles du Sud en Australie.

## Description
C'est un buisson haut de 50 cm à 2 m avec des feuilles lancéolées de 1 à 5 cm de long et des fleurs roses.

## Répartition
Il est largement répandu en Nouvelle-Galles du Sud surtout au sud de Sydney, allant jusqu'à Mudgee à l'intérieur des terres et au nord jusqu'à Newcastle.
Il en existe deux sous-espèces :
- G. sericea subsp. riparia
- G. sericea subsp. sericea.

## Galerie

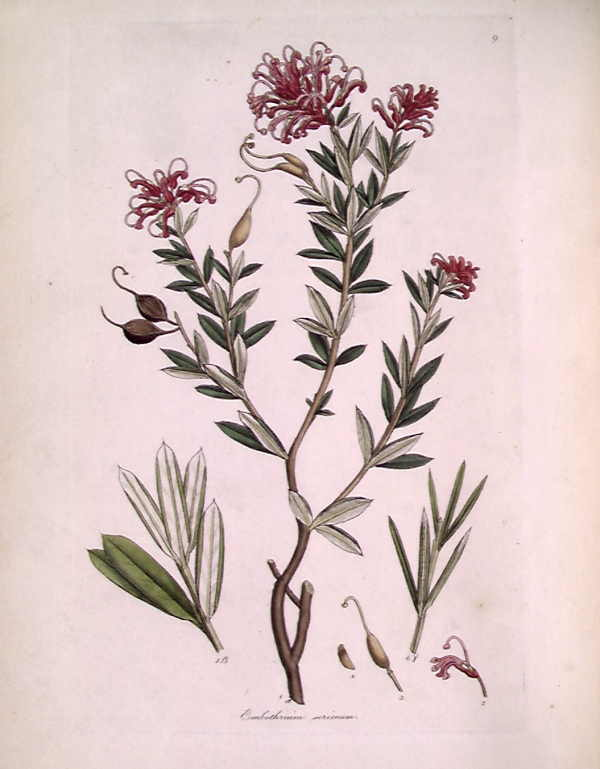
Planche botanique.